# 科凯鲁拜肖
科凯鲁拜肖是巴西南大河州的一个市镇。总面积112.322平方公里，总人口1566人，人口密度13.9人/平方公里。